# Кунова Тјеплица
Кунова Тјеплица (слч. Kunova Teplica) насељено је мјесто са административним статусом сеоске општине (слч. obec) у округу Рожњава, у Кошичком крају, Словачка Република.

## Становништво
| Година:    | 1994. | 2004.   | 2014.   | 2024.   |
| ---------- | ----- | ------- | ------- | ------- |
| Број људи: | 680   | 638     | 687     | 709     |
| Разлика:   |       | -6,17 % | +7,68 % | +3,20 % |

| Година:    | 2023. | 2024.   |
| ---------- | ----- | ------- |
| Број људи: | 715   | 709     |
| Разлика:   |       | -0,83 % |

Према подацима о броју становника из 2011. године насеље је имало 662 становника.